# Pena de morte no Laos
A pena de morte é uma pena legal no Laos. Crimes que são puníveis com execução incluem assassinato; terrorismo; tráfico de drogas; posse de drogas; roubo; sequestro; obstruir um oficial no desempenho de seus deveres públicos e causar sua morte ou incapacidade física; perturbar a indústria, o comércio, a agricultura ou outras atividades econômicas com a intenção de prejudicar a economia nacional; traição e espionagem. As execuções são realizadas por um esquadrão de tiro. Em março de 2009, o governo do Laos informou à Anistia Internacional que, no final de 2008, havia 85 pessoas no corredor da morte. A última execução conhecida no Laos ocorreu em 1989.